# Geisleria
Geisleria Nitschke – rodzaj grzybów z rodziny Strigulaceae. Ze względu na współżycie z glonami zaliczany jest do grupy porostów.

## Systematyka i nazewnictwo
Pozycja w klasyfikacji według Index Fungorum: Strigulaceae, Strigulales, Dothideomycetidae, Dothideomycetes, Pezizomycotina, Ascomycota, Fungi.
Synonimy nazwy naukowej: Geisleriomyces Cif. & Tomas.

## Gatunki
- Geisleria alpina Servít 1954[4]
- Geisleria sychnogonoides Nitschke 1861– tzw. punkciak niepozorny, oziomek niepozorny
- Geisleria xylophila Vězda 1970[4]

Nazwy naukowe na podstawie Index Fungorum. Nazwy polskie według W. Fałtynowicza.